# 北陸鉄道
北陸鉄道株式会社（ほくりくてつどう）は、石川県金沢市に本社を置き、石川県を中心として鉄道とバスを経営する中小私鉄である。鉄道を中心にした経営ではなく、主力は路線バス（高速バス・定期観光バスを含む）・貸切バス事業となっている。北鉄（ほくてつ）と略される。
筆頭株主は名古屋鉄道で、名鉄グループに属する。また、主要な連結子会社として北鉄加賀バスのほか、事業所を分社化した北鉄金沢バスなどがある。

## 歴史
1943年（昭和18年）に、陸運統制令に基づき鉱山鉄道であった尾小屋鉄道を除く石川県下の鉄道およびバス会社をすべて統合して発足した。
だが社風が異なる会社を強引に合併したことから、発足後しばらく混乱を生じたり、また路線が各地に点在するなどしていたため、合理化も進まなかった。さらに合併の弊害として、1959年（昭和34年） - 1960年（昭和35年）に労使紛争が起こると、ストライキなどが頻発して、鉄道・バスが多く運休となり、観光を中心とした県下の経済に悪影響を与えた。また一時は、社長をはじめとする役員がすべて辞任するという、指導者不在の事態にも陥った。運輸省では事態の収拾を図るため、名古屋鉄道（名鉄）に命じて同社を子会社化し、支援を行わせることにした。
だが、石川県にはこの北陸鉄道の混乱に乗じて、近畿日本鉄道が北日本観光自動車（かつて金沢 - 粟津・山中間に路線を有した）というバス会社を傘下におさめ、北陸鉄道1社に県下の交通が独占されているのを解消しようと競合バス路線の開設を目論むなど、交通業界は無秩序の状態に陥った。
この混乱が終息するのは、1969年（昭和44年）に北日本観光自動車のバス路線拡大申請が運輸審議会で却下された辺りからで、北陸鉄道では以後、名鉄が同時期に行っていたように、鉄道・バス路線の整理を推し進めることになった。
なお、1961年（昭和36年）頃から鉄道線の赤字により経営が悪化したため、1968年（昭和43年）10月に全鉄道路線の廃止およびバス輸送への転換の意向を表明したことがあったが、地元住民や自治体の反対に遭ったことや、石川県知事や金沢市長の要請もあり、浅野川線・石川総線（石川線・金名線・能美線の総称）は合理化努力により残し（後に能美線は利用低迷で、金名線は路盤劣化により廃止）、それ以外の各線はバス輸送に段階的に転換する方針となった。

### 年表
- 1916年（大正5年）10月29日 金沢電気軌道株式会社設立[5]。
- 1919年（大正8年）2月2日 - 金沢電気軌道開業。
- 1920年（大正9年）7月15日 - 金沢電気軌道が金野鉄道を合併[6]。
- 1923年（大正12年）5月1日 - 金沢電気軌道が石川鉄道を合併[6]。
- 1941年（昭和16年）8月1日 - 金沢電気軌道から北陸合同電気（現在の北陸電力）に鉄軌道部門を譲渡。
- 1942年（昭和17年）3月26日 - （旧）北陸鉄道が設立。北陸合同電気の鉄軌道事業を継承。
- 1943年（昭和18年）10月13日 - （旧）北陸鉄道・能登鉄道・温泉電気軌道・金名鉄道・金石電気鉄道・湯涌自動車・七尾交通の7社が合併し、現在の北陸鉄道が設立される。本社を金沢市上胡桃町（現在の金沢市小将町）に置く。
- 1945年（昭和20年）
  - 7月20日 - 小松電気鉄道を合併。
  - 10月1日 - 浅野川電気鉄道を合併。
- 1949年（昭和24年）10月29日 - 石川線・能美線の相互直通運転を開始。
- 1952年（昭和27年）2月1日 - 金沢駅バスターミナル開業。
- 1955年（昭和30年）11月14日 - 松金線廃止[7]。
- 1959年（昭和34年）5月18日 - 北鉄病院を開設（1968年3月1日に閉鎖）。
- 1962年（昭和37年）5月1日 - 福井鉄道[8]、丸越とともに名鉄グループに加わる。
- 1967年（昭和42年）2月11日 - 金沢市内線を全面廃止[9]。
- 1968年（昭和43年）
  - 4月10日 - 奥能登観光開発設立。
  - 4月11日 - 金沢市割出町に15,652 m2の土地を取得。同年6月18日より新社屋の建設に着手[10]。
  - 9月26日 - 本社社屋が完成[10]。
  - 10月1日 - 本社を移転[10]。
  - 11月13日 - 本社隣接の西部基地の管理棟、整備場、車庫が完成[10]。
- 1969年（昭和44年）3月28日 - 西部営業所隣接地に貸切センター管理棟が完成[10]。
- 1971年（昭和46年）
  - 7月11日 - 加南線廃止[11]。
  - 9月1日 - 金石線廃止[12]。
- 1972年（昭和47年）6月25日 - 能登線廃止[13]。
- 1973年（昭和48年）11月12日 - 小松空港線（小松空港連絡バス）が運行開始。
- 1980年（昭和55年）9月14日 - 能美線廃止[14]。
- 1986年（昭和61年）6月1日 - 小松線廃止[15]。
- 1987年（昭和62年）4月29日 - 1984年から休止していた金名線廃止[16]。
- 1989年（平成元年）12月19日 - バス部門において初めての分社化となる「能登中央バス」が設立（運行開始は翌年3月31日）。
  - これ以降、北陸鉄道はバス部門の分社化を進めていくことになる。分社化された会社は七尾バス（1991年設立）、能登西部バス（1992年設立）、加賀温泉バス（1994年設立）、加賀白山バス（1995年設立）、北鉄金沢中央バス（1997年設立）、ほくてつバス（2001年設立）。
- 1996年（平成8年） - 小松市内の大半の路線を小松バスに移管。
- 2001年（平成13年）3月28日 - 北鉄金沢駅を地下化して移設。戦後の中小私鉄が地下線区間を有するのは長野電鉄以来2社目となった。
- 2004年（平成16年）12月1日 - ICカード乗車券「ICa」を導入。
- 2008年（平成20年）4月1日 - 能登中央バス・奥能登観光開発を合併し北鉄奥能登バス、七尾バス・能登西部バスを合併し北鉄能登バスをそれぞれ設立。
- 2012年（平成24年）
  - 10月1日 - ほくてつバス・北鉄金沢中央バス・加賀白山バス（野々市営業所）の3社が合併し北鉄金沢バスを設立。なお、白山麓地区の路線は北鉄金沢バスの子会社「加賀白山バス」が営業する。
  - 12月1日 - 北陸自動車道有磯海サービスエリアの運営をジェック経営コンサルタント（富山県富山市）へ移譲[17]。
- 2017年（平成29年）4月1日 - 宮城交通と共同運行していた金沢 - 仙台線を富山地方鉄道との共同運行へ移行[18]。
- 2018年（平成30年）3月31日 - ジャンボボール（石川県金沢市泉本町）の営業を終了[19]。
- 2019年（平成31年）4月1日 - 鉄道線で駅ナンバリングを実施。切符類の日付を西暦表記に統一[20][21]。
- 2019年（令和元年）11月30日 - ジャンボゴルフガーデン（石川県金沢市西泉）の営業を終了[22]。
- 2021年（令和3年）1月1日 - グループの千里浜観光開発が運営する千里浜レストハウスを加賀屋グループの雅総合研究所（石川県羽咋市）へ事業譲渡[23][24]。
- 2024年（令和6年）7月1日 - 本社を金沢市割出町556番地から同市広岡3丁目1番1号（金沢パークビル1階）に移転[1]。
- 2024年（令和6年）11月13日 - 北陸信越運輸局に鉄道事業再構築実施計画を申請。
- 2024年（令和6年）12月26日 - 北陸信越運輸局が鉄道事業再構築実施計画を認定[25][26]。

## 歴代社長
| 代 | 氏名       | 在任期間              |
| -- | ---------- | --------------------- |
| 1  | 林屋亀次郎 |                       |
|    | 清水幸次   |                       |
|    | 井村徳二   |                       |
| 4  | 沢野外茂次 |                       |
|    | 吉田圭蔵   |                       |
|    | 野根長太郎 |                       |
|    | 井村重雄   |                       |
|    | 柴野和喜夫 |                       |
|    | 竹内外茂   |                       |
| 10 | 山口元二   |                       |
|    | 織田廣     |                       |
|    | 水野卓哉   |                       |
|    | 德舛周斌   |                       |
|    | 魚住隆彰   | 2006年6月 - 2011年6月 |
|    | 加藤敏彦   | 2011年6月 - 2020年6月 |
|    | 宮岸武司   | 2020年6月 - （現任）  |

## コーポレートカラー
コーポレートカラーは以下のように定められている。
|  | オレンジ | グループ全体・鉄道（石川線・浅野川線） |
|  | 赤       | バス（路線バス・高速バス）             |

## 鉄道事業

路線図

かつては「国鉄各駅ごとに接続」と云われるほどに石川県加賀地方のほぼ全域と能登地方の一部に路線を持っていたが、次々にモータリゼーションの影響で廃止され、現在は2路線20.6kmを有するのみとなっている。

### 現有路線
- 石川線（野町駅 - 鶴来駅）
- 浅野川線（北鉄金沢駅 - 内灘駅）

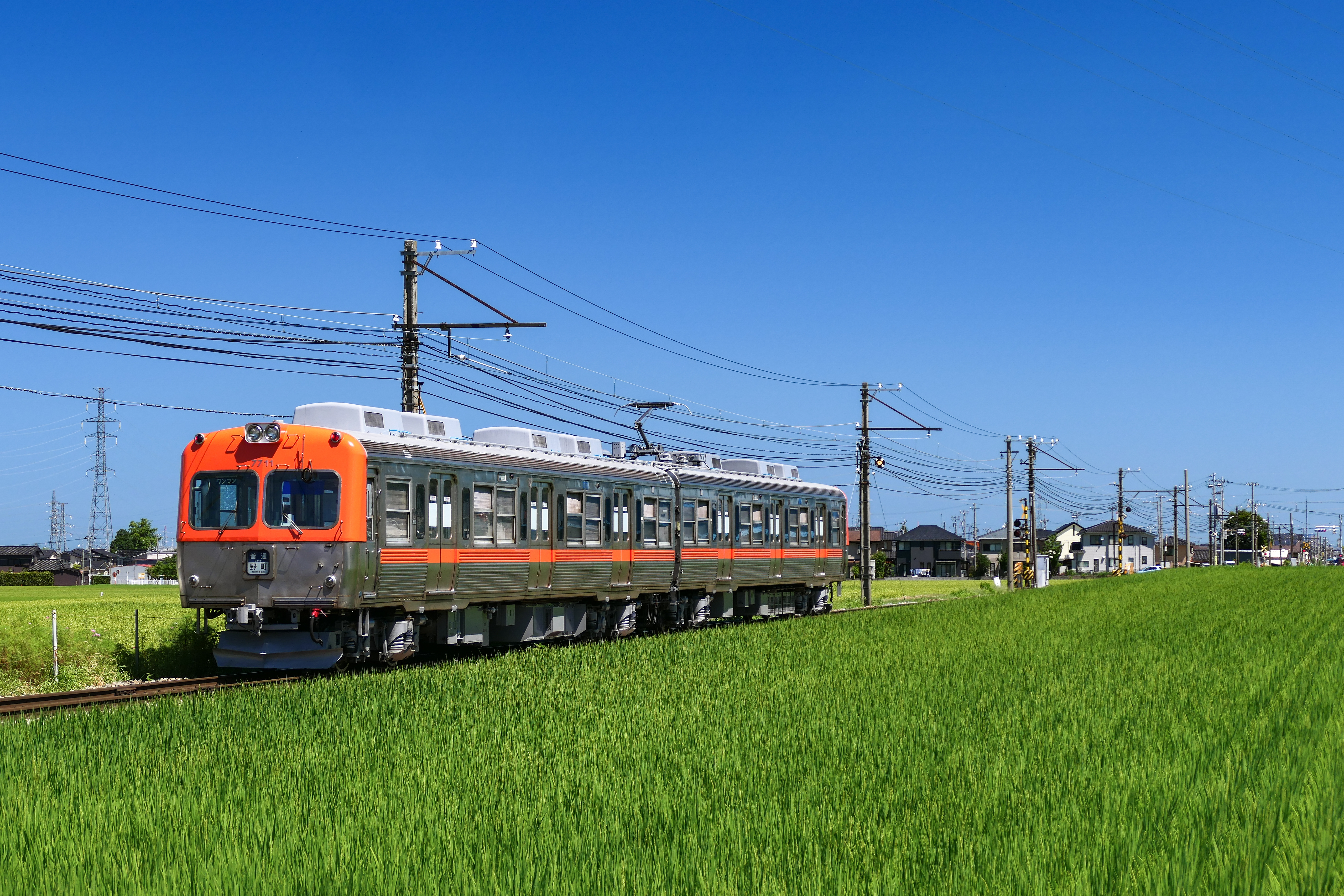
石川線 （2022年7月 井口駅 - 道法寺駅間）
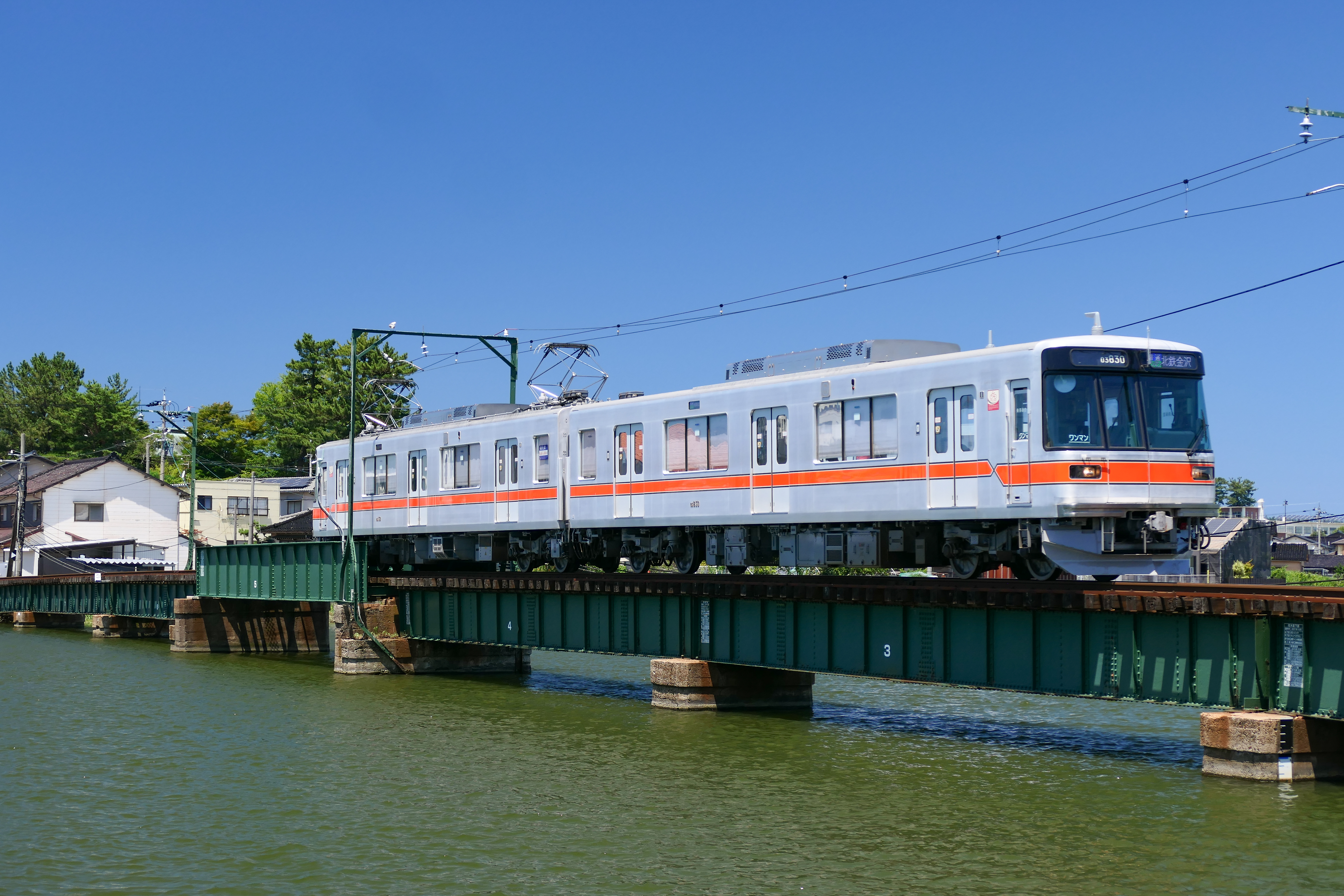
浅野川線 （2022年7月 粟ヶ崎駅 - 蚊爪駅間）

### 廃止路線
北陸鉄道への合併年を記載していない路線は、1943年10月13日の7社合併時に合併した路線。現有路線の部分廃止区間を含む。
- 石川総線
  - 石川線（野町駅 - 白菊町駅、鶴来駅 - 加賀一の宮駅）
1915年石川電気鉄道により開業。鶴来駅 - 加賀一の宮駅間は金名鉄道の手で1927年（昭和2年）12月に開通し金沢電気軌道の石川線と接続された。その後、経営不振により1929年（昭和4年）に金沢電気軌道に譲渡された（金名鉄道・金沢電気軌道とも北陸鉄道の前身）。
  - 金名線（加賀一の宮駅 - 白山下駅） - 1926年金名鉄道により開業、1970年昼の運行を休止、1987年全廃。
  - 能美線（新寺井駅 - 鶴来駅） - 1923年能美電気鉄道により開業、1970年昼の運行を休止、1980年全廃。
- 浅野川線（内灘駅 - 粟ヶ崎海岸駅 - 1925年浅野川電気鉄道により開業。1945年北陸鉄道に吸収。
- 金石線（中橋駅 - 大野港駅） - 1898年金石馬車鉄道により開業した北陸鉄道最古の路線。1971年全廃。
- 金沢市内線 - 1919年金沢電気軌道により開業、1967年全廃。
- 松金線（松任駅 - 野町駅） - 1904年松金馬車鉄道により開業、1942年北陸鉄道に吸収、1955年全廃。
- 小松線（小松駅 - 鵜川遊泉寺駅） - 1906年馬車鉄道により開業、1945年北陸鉄道に吸収、1986年全廃。
- 加南線
  - 山中線（山中駅 - 大聖寺駅） - 1899年山中馬車鉄道により開業、1971年全廃。
  - 動橋線（宇和野駅 - 新動橋駅）- 1911年山代軌道により開業。連絡線一部廃止後同線と統合され山代線に。1971年全廃。
  - 連絡線（河南駅 - 粟津温泉駅）- 1914年温泉電軌により開業。一部廃止後動橋線と統合され山代線に。1971年全廃。
  - 粟津線（粟津温泉駅 - 新粟津駅） - 1911年粟津軌道により開業、1962年全廃。
  - 片山津線（動橋駅 - 片山津駅） - 1914年温泉電軌により開業、1965年全廃。
- 能登線（羽咋駅 - 三明駅） - 1925年能登鉄道により開業、1972年全廃。

### 駅ナンバリング
2019年4月1日に、石川線および浅野川線において駅ナンバリングを導入した。石川線はI（Ishikawa）で緑色の丸、浅野川線はA（Asanogawa）で青色の丸で表記される。番号の割り振りは以下のとおりとなる。
- ○I 石川線： 野町駅 (I01) - 鶴来駅 (I17)
- ○A 浅野川線： 北鉄金沢駅 (A01) - 内灘駅 (A12)

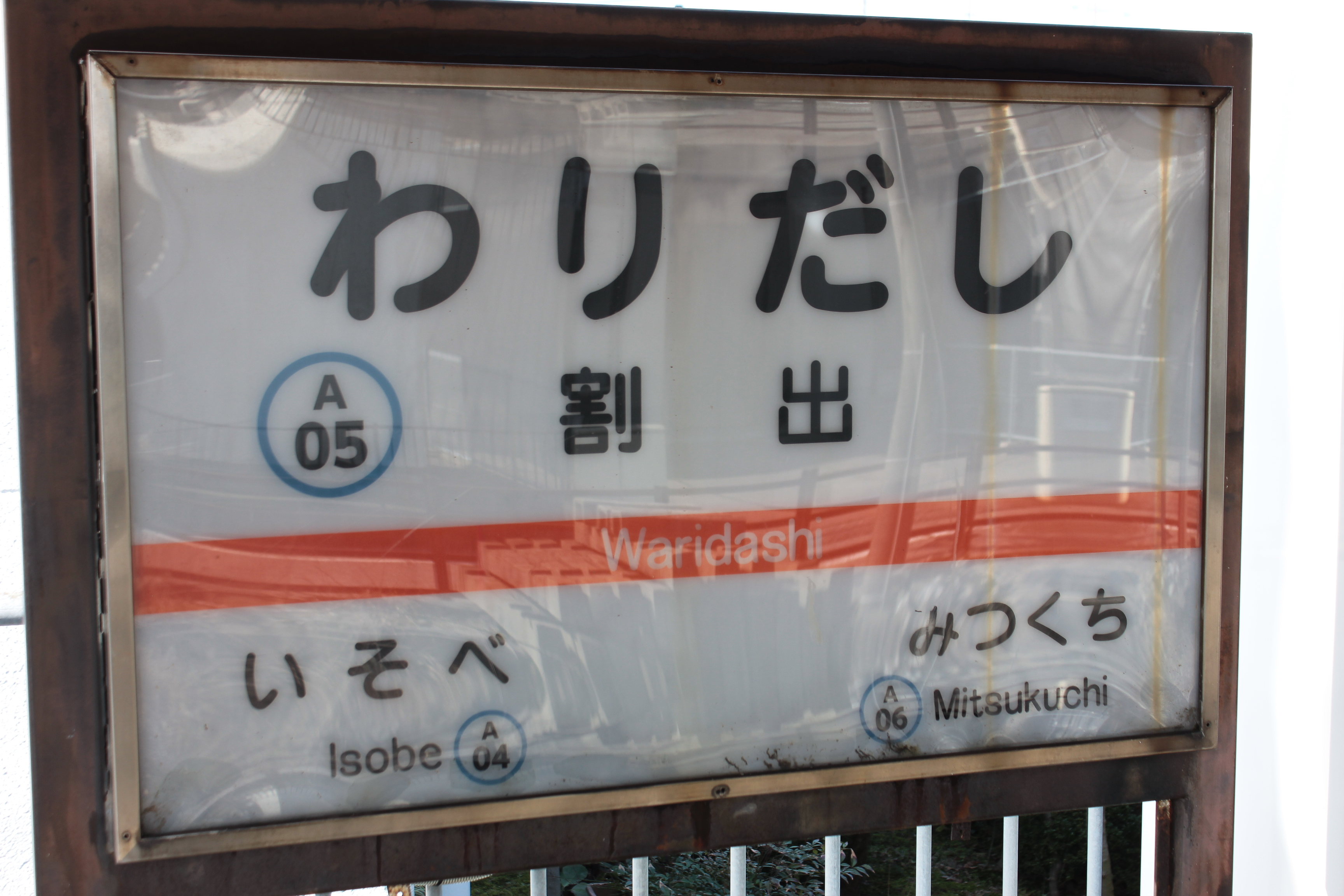
割出駅（駅ナンバリング入り）
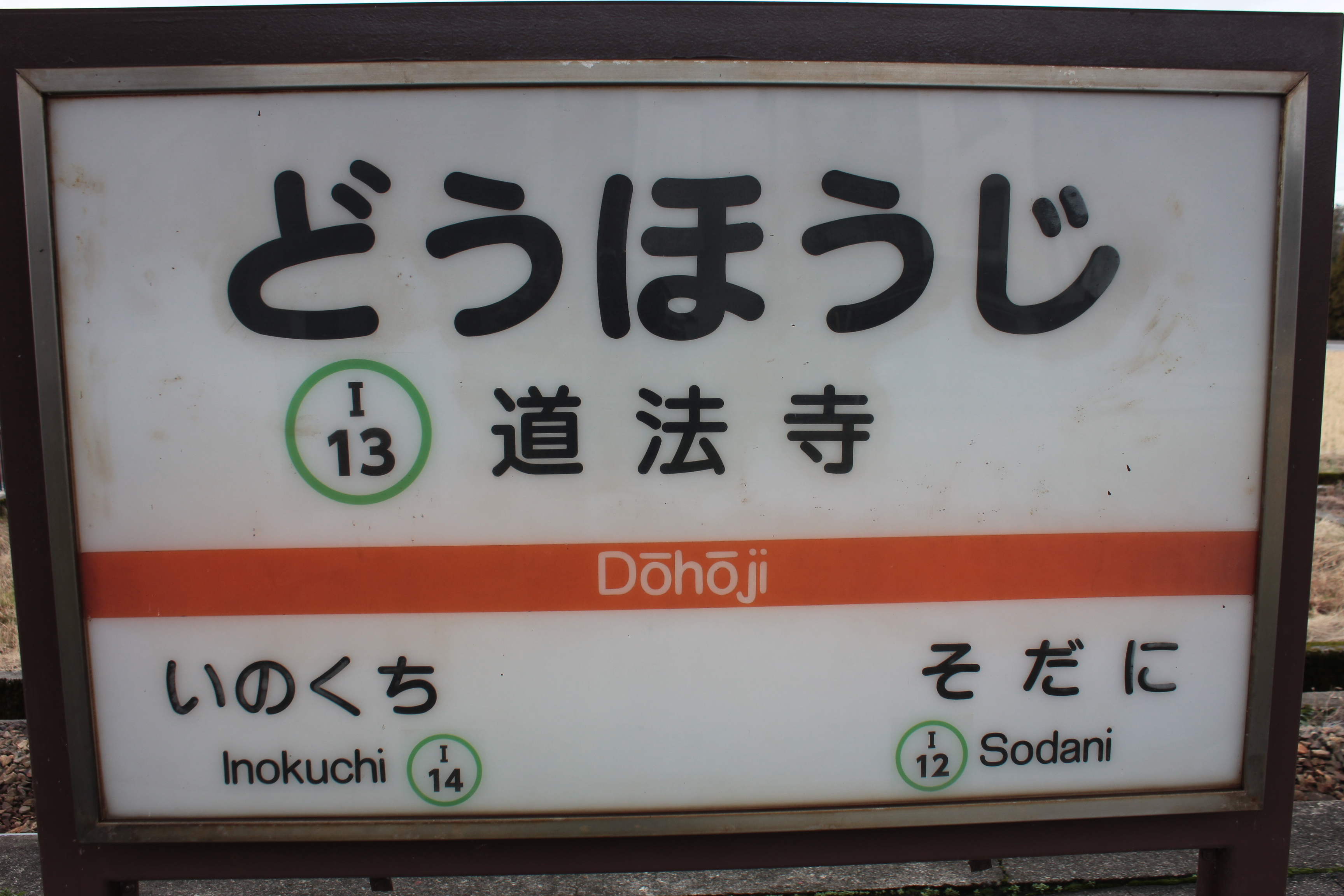
道法寺駅（駅ナンバリング入り）

### 運賃
大人普通旅客運賃（小児半額・10円未満切り上げ）。2023年10月1日改定。
| キロ程  | 運賃（円） |
| ------- | ---------- |
| 1 - 2   | 200        |
| 3 - 4   | 290        |
| 5 - 6   | 370        |
| 7 - 8   | 440        |
| 9 - 10  | 490        |
| 11 - 12 | 540        |
| 13 - 14 | 590        |

ただし野町・北鉄金沢発着を中心に普通運賃より割安な特定運賃を多数設定している。
- 石川線
  - 野町 - 新西金沢：210円
  - 野町 - 押野・野々市：240円
  - 西泉 - 押野・野々市：230円
  - 野町 - 野々市工大前：310円
  - 野町・西泉 - 馬替：320円
  - 野町 - 額住宅前・乙丸：400円
  - 野町 - 陽羽里・曽谷・道法寺、西泉 - 曽谷・道法寺：460円
  - 野町 - 井口・小柳、西泉 - 小柳：500円
  - 野町 - 日御子・鶴来、西泉 - 鶴来：540円
- 浅野川線
  - 北鉄金沢 - 三ッ屋間のうち2km超3km以内：230円
  - 北鉄金沢 - 三ッ屋間のうち3km超：240円
  - 北鉄金沢 - 大河端・北間・蚊爪、七ッ屋 - 北間・蚊爪：320円
  - 北鉄金沢 - 粟ヶ崎・内灘、七ッ屋 - 内灘：400円

### 企画乗車券
鉄道線全線1日フリー乗車券
販売価格は1,100円（大人）。通年販売で石川線・浅野川線が1日乗り放題になる。この乗車券は金箔を施した仕様となっている。
土日祝限定1日フリーエコきっぷ
石川線または浅野川線の限定きっぷで、販売価格が利用路線によって異なる。土曜日・日曜日・祝日の1日が乗り放題になるが、石川線に限り年末年始（1月1日 - 1月3日）には利用できない制限が付けられている。
まち歩きクーポン
石川線と浅野川線の2種類があり、いずれも1日フリー乗車券とお土産引換券がセットになっている。浅野川線のまち歩きクーポンではバス乗車券あるいはレンタサイクル利用（制限あり）が引き換えできるクーポンもセットになっているが、いずれも年末年始は利用できない。
恋のしらやまさん
白山比咩神社と白山市の鶴来地域の観光を目的とした企画乗車券。石川線1日フリー乗車券と金沢駅と野町駅のバス乗車券2枚、和菓子と辻占の引換券がセットになっている。

### ICカード
2004年（平成16年）12月1日から金沢地区で乗車カードとしてICカード「ICa（アイカ）」が導入された。当初はバスのみで利用可能なプリペイドタイプのみの運用だったが、2005年（平成17年）3月1日からは定期券の機能をもつ「ICa定期券」を導入した。この「ICa定期券」は、バスだけでなく鉄道線の一部区間でも利用可能となっている。今後、クレジットカードのコンタクトレス決済と合わせてICaのプリペイド機能を鉄道線にも導入する計画であることが2023年8月に発表された。
なお、ICOCAなどの全国相互利用サービス対応の交通系ICカードは、城下まち金沢周遊バスと一部のバス乗車券の事前購入を除き、利用することができない。
- 交通系ICカード利用可能場所及び購入可能な乗車券（ICaでの購入は不可）。
  - 金沢駅西口バスターミナル北鉄バス待合室内自動券売機（小松空港リムジンバス乗車券）[35]
  - 小松空港バス乗り場前自動券売機（バス乗車券）
  - 金沢駅東口バスターミナル北鉄グループ案内所（金沢市内1日フリー乗車券）[36]

### 車両
路線廃止が進行する以前には、合併会社各社からの継承車と、合併後に車体更新・新製された車両、他社から譲受した中古車両などが入り乱れ、概して低規格な路線が多かった事情もあって低出力な小型電車中心の複雑な車両構成をきたしており、また軌道線や非電化路線があったことから路面電車や気動車も保有していた。
戦後のデザイン傾向としては、1950年代から1960年代にかけての鉄道線車体更新車・新造車で、左右の尾灯を車体裾のごく低い位置に「寄り目」気味に配置するスタイルを共通して多用した時期がある（この間にアンチクライマーを配置した例も多かった。合併各社から引き継いだ車両にも同様な尾灯位置改造を施した事例が見られた）。

#### 現有車両

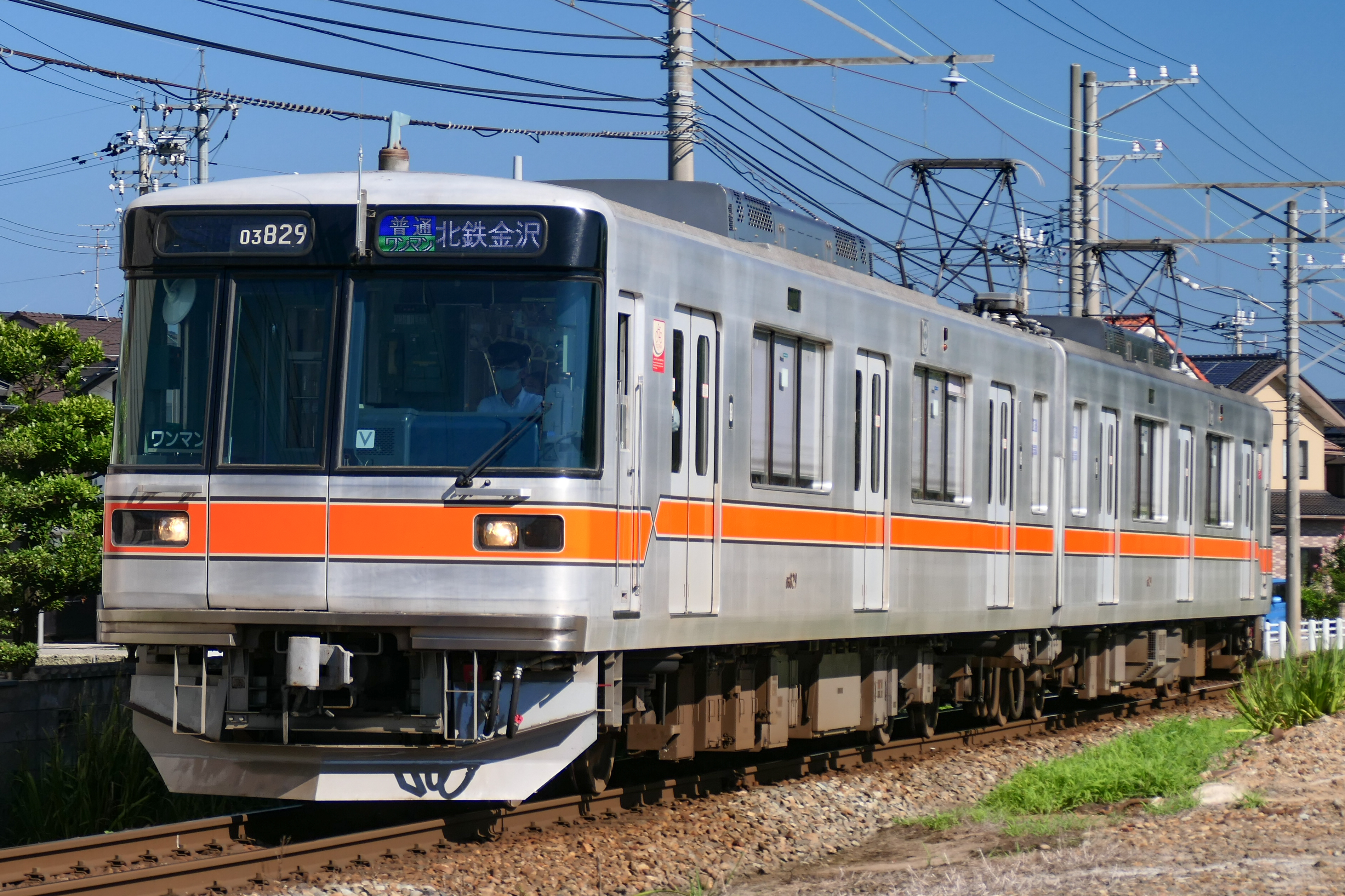
03系

現有車両は以下の通り。営業運転用の車両はすべて関東の鉄道各社から譲受した車両となっている。
石川線
- 7000系（元東急7000系）
- 7700系（元京王3000系）
- ED20形（元金沢電気軌道ED1形）

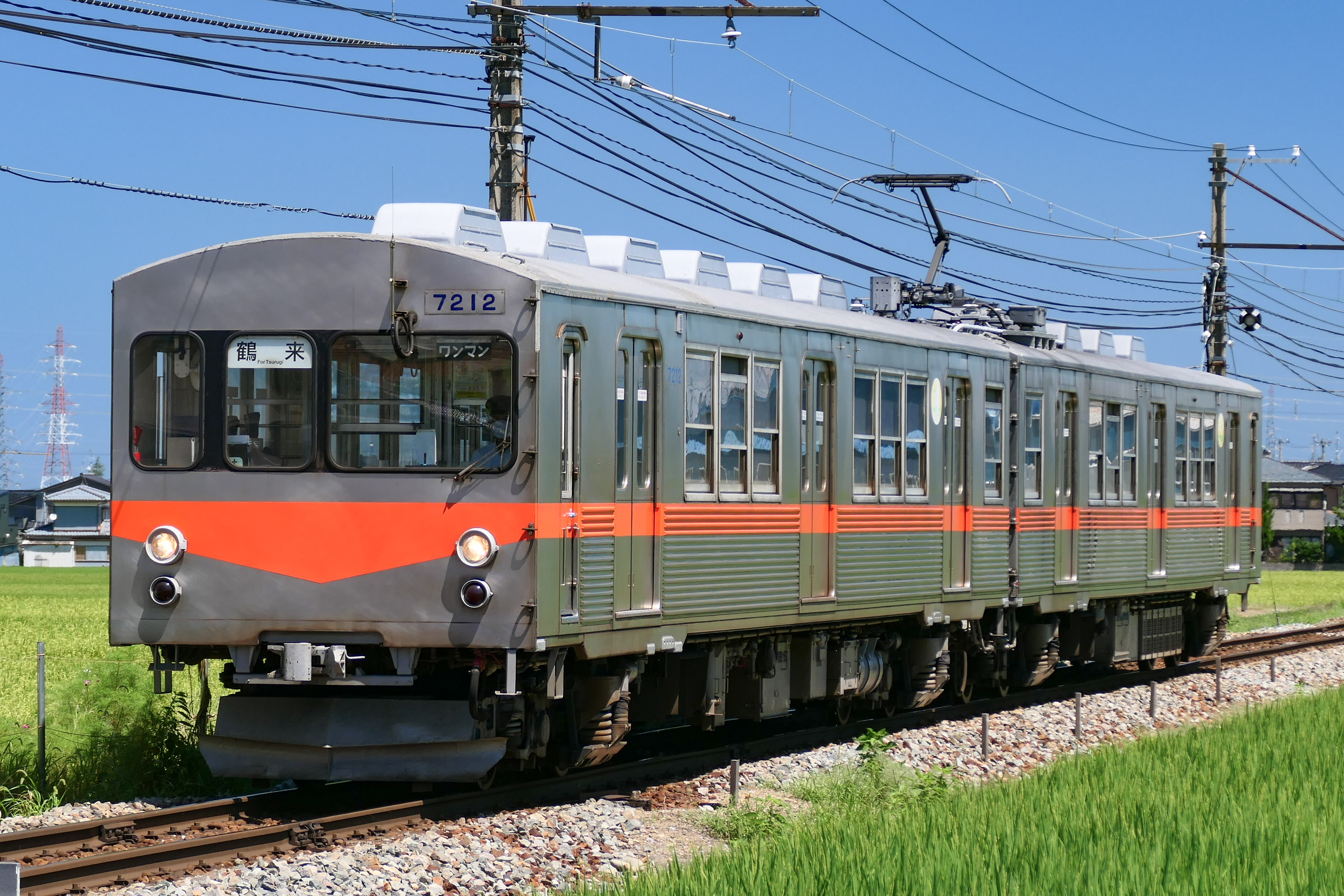
7000系
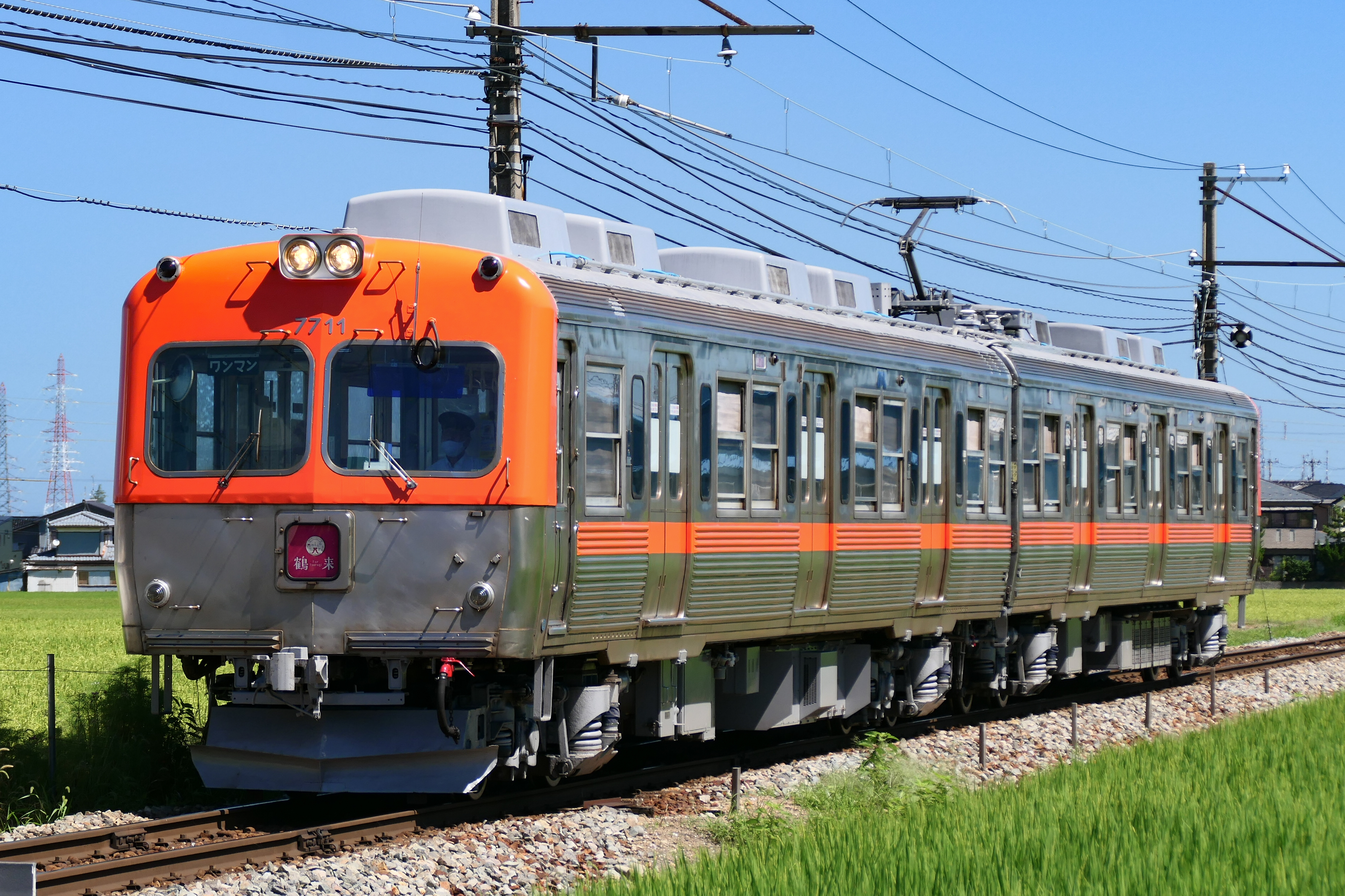
7700系
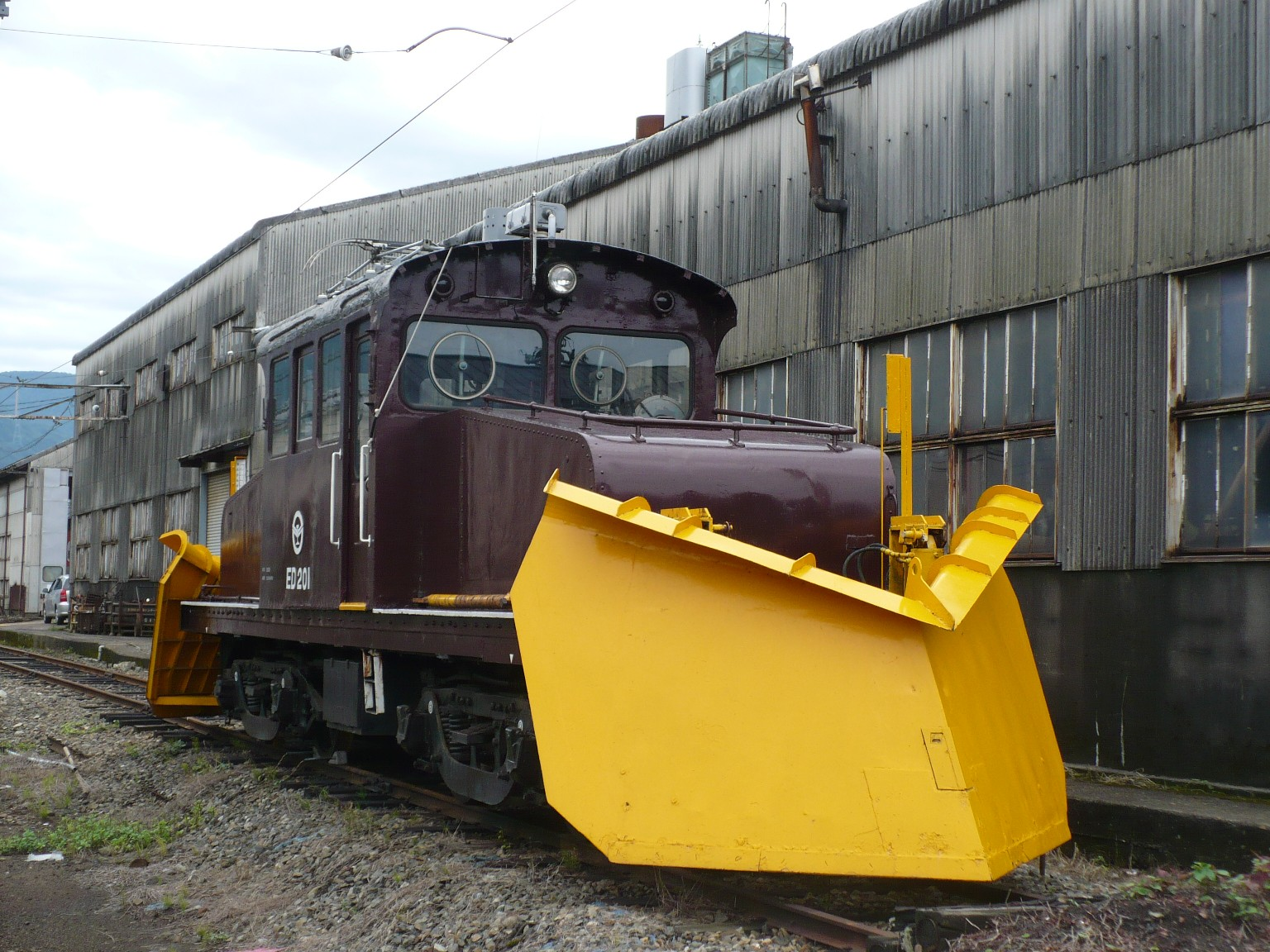
ED20形

浅野川線
- 03系（元東京メトロ03系）

- 03系

#### 過去の車両
詳細は以下の各路線の記事を参照。
- 石川線の車両
- 浅野川線の車両
- 金石線の車両
- 能登線の車両
- 小松線の車両
- 加南線（山中線・動橋線・粟津線・連絡線）の車両
- 金沢市内線の車両

## その他の事業

### 旅行業
- 北鉄航空 - 北陸鉄道のグループ企業で旅行業務を請け負っている。全日本空輸 (ANA) の金沢地区総代理店で、小松空港におけるANAグループのグランドハンドリング（コードシェア便運用のあるエバー航空の業務も含む）を全面的に請け負う。このほかに、北陸鉄道の「あすなろツアー」の販売、北陸鉄道の電車・バスおよび小松バスの交通広告を取り扱う。

### レジャー事業
全て撤退している。
過去
- ジャンボボール - 石川県金沢市泉本町にあったボウリング場。2018年3月31日で営業を終了した。
- ジャンボゴルフガーデン - ジャンボボールに隣接したゴルフ練習場。
- 北陸自動車道のサービスエリア運営（売店およびレストラン）
  - 小矢部川サービスエリア（下り・新潟中央方面） - 運営事業者がホテルニューオータニ高岡に変更となっている。
  - 有磯海サービスエリア（上り・米原方面） - 2012年12月1日付けで富山県富山市に本社を置くジェック経営コンサルタントに運営権を委譲している。

- 千羽平ゴルフクラブ（富山県小矢部市）の千羽平レストラン運営 - 2016年にアイランドゴルフグループの運営に移行したことにより事業から撤退している。
- レストラン巌門 - 子会社の千里浜観光開発が運営していた。
- 千里浜レストハウス - 子会社の千里浜観光開発が運営していたが、2021年に加賀屋グループに譲渡され、「能登千里浜レストハウス」に改称した。

## 主要関係会社
2023年時点で、以下の11社が連結子会社（関連会社）となっている。
- 運輸業
  - 北鉄加賀バス
  - 北鉄金沢バス
  - 北鉄白山バス
  - 北鉄能登バス
  - 北鉄奥能登バス
- サービス業
  - 北鉄航空
  - 北陸自動車興業 - 北鉄自動車学校の運営
  - 北陸ビルサービス
  - ホクリクコム
- 建設業
  - 北陸道路施設
  - 北陸電設